# Strażnica KOP „Czerwiaki”

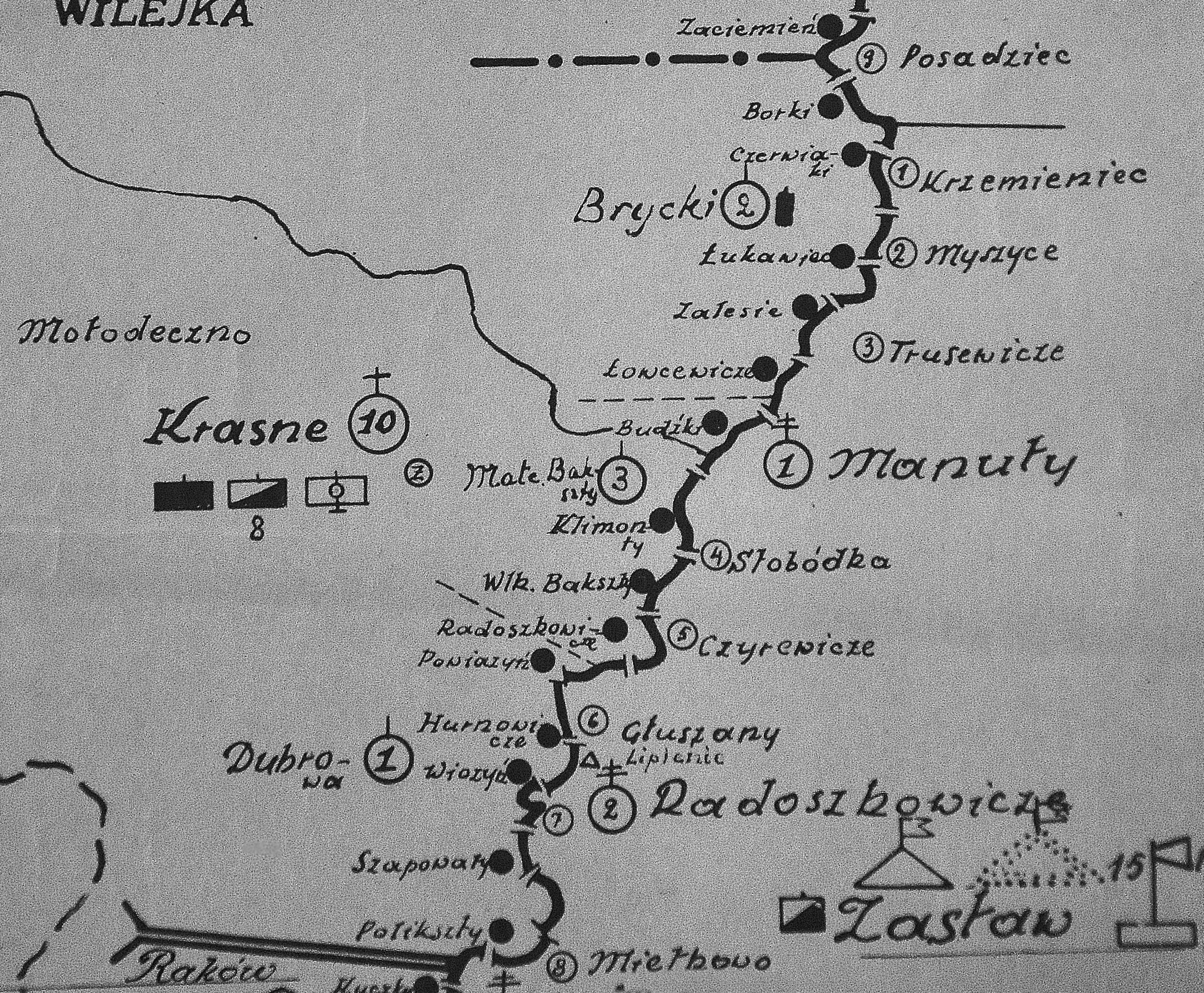
Rozmieszczenie batalionu KOP „Krasne” w 1931

Strażnica KOP „Czerwiaki” – zasadnicza jednostka organizacyjna Korpusu Ochrony Pogranicza pełniąca służbę ochronną na granicy polsko-sowieckiej.

## Formowanie i zmiany organizacyjne
W 1924, w składzie 3 Brygady Ochrony Pogranicza, został sformowany 1 batalion graniczny. W 1928 w skład batalionu wchodziło 18 strażnic. Strażnica KOP „Czerwiaki” w latach 1928–1934 znajdowała się w strukturze 2 kompanii KOP „Bryckie” . W komunikacie dyslokacyjnym z 1938 nie występuje. Strażnica liczyła około 18 żołnierzy i rozmieszczona była przy linii granicznej z zadaniem bezpośredniej ochrony granicy państwowej.
W 1932 obsada strażnicy zakwaterowana była w budynku prywatnym.

## Służba graniczna
Podstawową jednostką taktyczną Korpusu Ochrony Pogranicza przeznaczoną do pełnienia służby ochronnej był batalion graniczny. Odcinek batalionu dzielił się na pododcinki kompanii, a te z kolei na pododcinki strażnic, które były „zasadniczymi jednostkami pełniącymi służbę ochronną”, w sile półplutonu. Służba ochronna pełniona była systemem zmiennym, polegającym na stałym patrolowaniu strefy nadgranicznej, wystawianiu posterunków alarmowych, obserwacyjnych i kontrolnych stałych, patrolowaniu i organizowaniu zasadzek w miejscach rozpoznanych jako niebezpieczne, kontrolowaniu dokumentów i zatrzymywaniu osób podejrzanych, a także utrzymywaniu ścisłej łączności między oddziałami i władzami administracyjnymi. Strażnice KOP stanowiły pierwszy rzut ugrupowania kordonowego Korpusu Ochrony Pogranicza.
Strażnica KOP „Czerwiaki” w 1932 ochraniała pododcinek granicy państwowej szerokości 5 kilometrów 470 metrów od słupa granicznego nr 484 do 496.
Wydarzenia:
- W meldunku sytuacyjnym z 23 stycznia 1925 napisano: 21 stycznia o godz. 19.00 w rejonie strażnicy padło kilka strzałów po sowieckiej stronie. Własne patrole zauważyły u sowietów ożywiony ruch w rejonie tejże miejscowości. Słychać było gwizdki i ożywiony ruch taboru kołowego[10].

Sąsiednie strażnice:
- strażnica KOP „Zaciemień” ⇔ strażnica KOP „Łukawiec” – 1928[2], 1929[3]
- strażnica KOP „Borki” ⇔ strażnica KOP „Łukawiec” – 1931[4]
- strażnica KOP „Borki” ⇔ strażnica KOP „Baturyn” – 1932[5], 1934[6]